# Кофуд-Можде
Кофуд-Можде (перс. كفودمژده) — село в Ірані, у дегестані Шандерман, у бахші Шандерман, шагрестані Масал остану Ґілян. За даними перепису 2006 року, його населення становило 390 осіб, що проживали у складі 85 сімей.

## Клімат
Середня річна температура становить 13,96 °C, середня максимальна – 27,56 °C, а середня мінімальна – -0,78 °C. Середня річна кількість опадів – 701 мм.
| Клімат поселення                              | Клімат поселення | Клімат поселення | Клімат поселення | Клімат поселення | Клімат поселення | Клімат поселення | Клімат поселення | Клімат поселення | Клімат поселення | Клімат поселення | Клімат поселення | Клімат поселення | Клімат поселення |
| Показник                                      | Січ.             | Лют.             | Бер.             | Квіт.            | Трав.            | Черв.            | Лип.             | Серп.            | Вер.             | Жовт.            | Лист.            | Груд.            |                  |
| Середній максимум, °C                         | 9,76             | 10,44            | 12,28            | 17,62            | 21,55            | 25,60            | 27,56            | 27,48            | 22,92            | 20,64            | 16,56            | 12,06            |                  |
| Середня температура, °C                       | 4,48             | 5,18             | 7,02             | 12,35            | 16,29            | 20,33            | 23,33            | 23,24            | 18,69            | 16,41            | 12,34            | 7,84             |                  |
| Середній мінімум, °C                          | −0,78            | −0,09            | 1,76             | 7,09             | 11,02            | 15,07            | 19,10            | 19,02            | 14,47            | 12,18            | 8,11             | 3,61             |                  |
| Норма опадів, мм                              | 69               | 57               | 65               | 57               | 39               | 23               | 10               | 29               | 66               | 98               | 78               | 110              |                  |
| Середньомісячна швидкість вітру, м/с          | 2.25             | 2.32             | 2.39             | 2.32             | 2.22             | 2.45             | 2.51             | 2.34             | 2.06             | 2.10             | 1.92             | 1.92             |                  |
| Середньомісячна сонячна радіація, кДж/м²·день | 6902             | 9152             | 11227            | 15858            | 19897            | 22687            | 23619            | 19925            | 16324            | 11176            | 8602             | 6604             |                  |
| --------------------------------------------- | ---------------- | ---------------- | ---------------- | ---------------- | ---------------- | ---------------- | ---------------- | ---------------- | ---------------- | ---------------- | ---------------- | ---------------- | ---------------- |
| Джерело:                                      |                  |                  |                  |                  |                  |                  |                  |                  |                  |                  |                  |                  |                  |